# Philippe de Girard
Philippe de Girard (Lormarin, (Vaucluse), 1 de febrer de 1775 - París, 26 d'agost de 1845) va ser un enginyer francès i inventor del primer marc de filatura de lli l'any 1810, i la persona que va rebre el nom de la ciutat de Żyrardów a Polònia. També va ser l'inventor no acreditat de la conservació d'aliments mitjançant llaunes de metall.

## Biografia
Girard va néixer en el si d'una família aristocràtica rica. De petit, va ser enviat pels seus pares a algunes de les escoles franceses més destacades de l'època. Tanmateix, com a conseqüència de la Revolució Francesa, la seva família es va veure obligada a fugir de França i el jove Philippe va haver d'abandonar els seus estudis per ajudar la seva família a guanyar diners per viure.
El maig de 1810 Napoleó I va intentar impedir l'entrada de teixits de cotó anglesos al continent europeu i va oferir una recompensa d'un milió de francs a qualsevol inventor que pogués idear la millor maquinària per a la filatura de fil de lli. Al cap de poc temps, Philippe de Girard va obtenir una patent francesa per a importants invents per als mètodes secs i humits de filar el lli. No va rebre el premi i no va aconseguir el reconeixement que creia merescut. Havia estat comptant amb els diners del premi per pagar les despeses del seu invent, i es va trobar en greus dificultats financeres. Així que va acceptar, quan el 1815 va ser convidat pel govern austríac per establir una filatura a Hirtenberg prop de Viena, que utilitzava els seus bastidors de filatura. No obstant això, no va poder demostrar un èxit comercial.
El 1817 Girard va tornar a França amb un prototip de la seva maquinària de filar a punt, però la situació interna de França després de la caiguda de Napoleó Bonaparte va impedir que les noves autoritats franceses paguessin els deutes i, finalment, Girard va vendre la seva patent a Anglaterra. Els seus invents van ser patentats a Anglaterra el 1814, per Horace Hall (possiblement un pseudònim). No hauria estat fàcil per a un francès introduir un nou desenvolupament a Anglaterra en aquest moment de la història. Mai es va posar en marxa realment.
A les illes britàniques, inicialment se li va acreditar l'invent a James Kay. Tot i que, el 2 de desembre de 1826, poc després de l'adjudicació de la patent de Kay, sembla que Girard va ser convidat a escriure a l'editor del The Manchester Guardian queixant-se d'això i assenyalant que havia estat l'inventor. Un tribunal va invalidar la patent de Kay el 1839, afirmant que era massa semblant a la d'Horace Hall, una decisió confirmada en apel·lació el 1841. El fet que Horace Hall no es queixés podria suggerir que aquest nom era un pseudònim.
Uns quants anys després la situació a França va millorar i Girard va iniciar la primera fàbrica tèxtil moderna a Lille. Inicialment el negoci va ser un fracàs i Girard gairebé va fer fallida.
El 1825, a través d'una antiga connexió amb l'exèrcit, el baró Piotr Galichet, que s'havia establert a Polònia, Girard va ser contractat pel govern del Regne de Polònia per ajudar a desenvolupar una indústria tèxtil polonesa. Es va convertir en consultor del govern polonès, així com del Banc de Polònia. Gràcies al suport econòmic d'aquest últim, el 1831 va organitzar la primera gran fàbrica del seu projecte a Marymont, prop de Varsòvia. Dos anys més tard va ser convidat pels familiars de Galichet, els germans Łubieński amb el seu negoci a la seva finca de Ruda Guzowska, on la fàbrica tenia millors perspectives. Aviat va ser un gran èxit i va portar fama i prosperitat tant a l'assentament com a Girard. En honor a Girard, Ruda Guzowska va ser rebatejada, Żyrardów, un topònim derivat de l'ortografia polonizada del nom de Girard.
L'any 1844 Girard va tornar a França, on tenia previst obrir més fàbriques. Tanmateix, va morir l'any següent. A part de la ciutat de Żyrardów (actualment una de les ciutats satèl·lits més grans de Varsòvia), Girard tenia un carrer i una universitat al districte XVIII de París que portava el seu nom i dues escoles secundàries, una a Żyrardów i l'altra a Avinyó.
Després de la seva mort a París, el seu treball va ser reconegut i els seus descendents van ser recompensats amb una petita pensió per l'emperador francès.

## Altres projectes
El 1806 va exposar una millora a les làmpades d'oli, i el mateix any va fer alguna millora a la màquina de vapor, produint un moviment giratori sense un feix ambulant.
El 1814 va construir una metralladora de vapor sobre la qual es va escriure en diverses publicacions franceses entre llavors i 1824. L'arma utilitzava sis barrils alimentats per tremuges i es deia que aconseguia una velocitat de tret d'unes 180 rondes per minut. El 1818 va construir un vaixell de vapor per circular pel Danubi.